# Vessel
Vessel — третій студійний альбом американського дуету «Twenty One Pilots», представлений 8 січня 2013 року. Ця платівка стала першою для гурту після підписання контракту із лейблом Fueled by Ramen. Кожна пісня із цього альбому отримала золоту сертифікацію RIAA.

## Випуск
Влітку 2012 гурт представив мініальбом Three Songs, до якого увійшли пісні «Guns for Hands», «Migraine» та «Ode to Sleep». 11 вересня пісня «Holding on to You» була представлена як сингл. 18 грудня альбом став доступний для потокового прослуховування на Entertainment Weekly. «Vessel» було офіційно представлено 8 січня 2013 року на лейблі «Fueled by Ramen». Двоє чоловіків, яких зображено на обкладинці, це дідусі Тайлера та Джоша. В одному із інтерв'ю Джозеф так описав значення назви платівки: «Судно (наше тіло) — це об'єкт, який містить дещо набагато більше ніж просто оболонку, і коли ми помираємо, ця наша частина стає вільною і продовжує жити».
Пісню «Lovely» було випущено як сингл у Японії 17 квітня 2013 року та додано як додаткову композицію у японській версії платівки. «House of Gold» 6 серпня став окремим радіо-синглом, а пісня «Fake You Out» стала синглом 15 вересня. 4 жовтня було представлено музичне відео на пісню «House of Gold», а 18 березня 2014 року — сингл «Car Radio».

## Тур
Гурт відіграв серію концертів у рамках туру на підтримку альбому. Зокрема протягом 2014 року Twenty One Pilots взяли участь у багатьох фестивалях та інших музичних подіях на території США (таких як Lollapalooza, Bonnaroo, Boston Calling та Firefly). У результаті вони зібрали запити із різних міст із пропозиціями відіграти там сольні концерти та поєднали їх у тур під назвою «Quiet Is Violent World», як розпочався у вересні та тривав до кінця 2014 року.

## Список пісень
Усі пісні написані Тайлером Джозефом, окрім «Holding on to You» (яку разом написали Тайлер Джозеф, Моріс Глітон, Чарлі Гаммонд, Роберт Гіл, Данджело Гант, Бернар Леверетт, Джеральд Тіллер та Джамалл Віллінгем).
| #     | Назва               | Тривалість |
| ----- | ------------------- | ---------- |
| 1.    | «Ode to sleep»      | 5:08       |
| 2.    | «Holding On To You» | 4:23       |
| 3.    | «Migraine»          | 3:59       |
| 4.    | «House of Gold»     | 2:43       |
| 5.    | «Car Radio»         | 4:27       |
| 6.    | «Semi-automatic»    | 4:14       |
| 7.    | «Screen»            | 3:49       |
| 8.    | «The Run and Go»    | 3:49       |
| 9.    | «Fake you out»      | 3:51       |
| 10.   | «Guns for Hands»    | 4:32       |
| 11.   | «Trees»             | 4:27       |
| 12.   | «Truce»             | 2:22       |
| 45:38 |                     |            |

## Чарти
| Чарт (2013–17)                                       | Найвища позиція |
| ---------------------------------------------------- | --------------- |
| Australian Albums (ARIA)                             | 51              |
| Бельгія Belgian Albums (Ultratop Flanders)           | 95              |
| Бельгія Belgian Albums (Ultratop Wallonia)           | 123             |
| Канада Canadian Albums (Billboard)                   | 29              |
| Нідерланди Dutch Albums (MegaCharts)                 | 53              |
| Фінляндія Finnish Albums (Suomen virallinen lista)   | 49              |
| French Albums (SNEP)                                 | 143             |
| Ірландія Irish Albums (IRMA)                         | 24              |
| Італія Italian Albums (FIMI)                         | 91              |
| Japanese Albums (Oricon)                             | 62              |
| Нова Зеландія New Zealand Albums (Recorded Music NZ) | 16              |
| Шотландія Scottish Albums (OCC)                      | 53              |
| South Korean Albums (Gaon)                           | 83              |
| South Korean International Albums (Gaon)             | 7               |
| Швеція Swedish Albums (Sverigetopplistan)            | 60              |
| Велика Британія UK Albums (OCC)                      | 39              |
| US Billboard 200                                     | 21              |
| US Billboard Alternative Albums                      | 4               |
| US Billboard Catalog Albums                          | 1               |
| US Billboard Digital Albums                          | 9               |
| US Billboard Tastemaker Albums                       | 8               |
| US Billboard Top Album Sales                         | 16              |
| US Billboard Top Rock Albums                         | 6               |
| US Billboard Vinyl Albums                            | 3               |

| Чарт (2015)                 | Позиція |
| --------------------------- | ------- |
| US Billboard 200            | 119     |
| US Billboard Catalog Albums | 20      |
| Чарт (2016)                 | Позиція |
| Dutch Albums (MegaCharts)   | 93      |
| UK Albums (OCC)             | 79      |
| US Billboard 200            | 38      |
| Чарт (2017)                 | Позиція |
| US Billboard 200            | 74      |

## Сертифікації
| Регіон                                             | Сертифікація  | Продажі    |
| -------------------------------------------------- | ------------- | ---------- |
| Канада (Music Canada)                              | Золотий       | 40 000     |
| Велика Британія (BPI)                              | Золотий       | 100 000    |
| США (RIAA)                                         | 2× Платиновий | 2 000 000^ |
| ^відвантаження, що базуються лише на сертифікаціях |               |            |